# 熊谷宏彰
熊谷 宏彰（くまがい ひろあき、1998年12月11日 - ）は、日本の映画監督、映画プロデューサーである。群馬県沼田市出身。

## 来歴
利根沼田学校組合立利根商業高等学校出身。新島学園短期大学の進学を経て、群馬大学社会情報学部を卒業。
2020年、大学在学中にオムニバス映画『突然失礼致します!』を企画・製作したことで話題を集めた。
2021年に株式会社DOKUSO映画館に参画。また、複数の学生映画祭の企画・運営に携わった。
2025年には、ぴあフィルムフェスティバルのセレクション・メンバーを務めた。

## 作品

### 映画
- 突然失礼致します!（2021年1月16日公開） - 総監督・製作総指揮[1]
  - 主よ、人の望みの喜びよ - 監督・脚本・撮影
  - 私の一日 - 脚本
  - 5年目 - 脚本・撮影
- B/B（2022年9月16日公開[11][注 1]、中濱宏介監督） - 協力プロデューサー
  - 米・JAPAN CUTS 正式招待作品。
  - 大阪アジアン映画祭 インディ・フォーラム部門 特別賞受賞。
  - 田辺・弁慶映画祭 俳優賞（倉嶋かれん）受賞。
  - SKIPシティ国際Dシネマ映画祭 長編コンペティション部門入選。
  - 京都国際映画祭 クリエイターズ・ファクトリー部門入選。
- 煙とウララ（2022年9月22日公開[11][注 1]、板野侑衣子監督） - プロデューサー
- まなみ100%（2023年9月29日公開、川北ゆめき監督） - アソシエイト・プロデューサー[12]
  - 日本映画製作者協会・新藤兼人賞入選[13]。
  - TAMA映画祭 特別招待作品。
  - MOOSIC LAB 特別上映作品。
  - 横浜国際映画祭 正式招待作品。
- 夢見るペトロ（2024年3月2日公開、田中さくら監督） - 協力プロデューサー[14]
  - 田辺・弁慶映画祭 審査員特別賞、俳優賞（紗葉）受賞。
- いつもうしろに（2024年3月2日公開、田中さくら監督） - プロデューサー[15]
- きまぐれ（2024年3月15日公開、永岡俊幸監督） - アソシエイト・プロデューサー
  - Short Film Biotope 公開作品[16]。
- empty（2024年6月19日公開[注 2]、中嶋駿介監督） - アソシエイト・プロデューサー[17]
  - 英・レインダンス映画祭 短編部門入選[18]。
- クマガイヒロアキ：リザルト（2025年3月1日公開[注 3]） - 監督（アラン・スミシーと共同）・主演
- ホーム・ノット・アローン～梵我一如～（2025年8月11日公開、石原弘之監督） - 出演

### 演劇
- 梅とうぐいす『裏庭のワニには気をつけて』（2024年9月13日公演） - 協力[19]

## 映画祭
「突然失礼致します!」
- 第33回早稲田映画まつり (2020年) - 特別招待作品[20]
- 第3回Fellows Filｍ Festival (2021年) - 特別招待作品
- 第7回日本学生映画祭 (2022年) - 正式招待作品[注 4]

### 運営
- 第24回京都国際学生映画祭 (2021年) - 副実行委員長[8]
- 第10回関西学生映画祭 (2021年) - 副実行委員長[9]
- 第33回TAMA CINEMA FORUM（2023年） - 実行委員[21]
- 第47回ぴあフィルムフェスティバル (2025年) - セレクション・メンバー[10]